# ويد كرين
ويد كرين (بالإنجليزية: Wade Crane)‏ هو لاعب بلياردو أمريكي ‏ أمريكي، ولد في 20 فبراير 1944، وتوفي في 26 ديسمبر 2010.